# 안드레이 부킨
안드레이 아나톨리예비치 부킨(러시아어: Андре́й Анато́льевич Бу́кин, 1957년 6월 10일~)은 소련의 피겨스케이팅 선수로 주 종목은 아이스 댄싱이다. 선수로 활동할 때 파트너 나탈리야 베스테미야노바와 함께 1988년 올림픽 아시스 댄싱 종목에서 우승했고, 1984년 하계 올림픽에서 은메달을 획득했다. 또한 세계 선수권 대회에서 4회 연속으로 우승했다.

## 생애
부킨은 7세때 스케이트를 배우기 시작했다. 그는 10세때 스파르타크 체육단에 입단했고 본격적으로 아이스 댄싱을 시작했다. 부킨은 1988년 동계 올림픽 개막식에서 소련 선수단 기수를 맡았다.

## 개인사
부킨은 전직 아이스 댄싱 파트너 올가 아반키나와 결혼했다.